# John Hervey, II barone Hervey
John Hervey, II barone Hervey (Londra, 13 ottobre 1696 – Londra, 5 agosto 1743) è stato un nobile, politico e scrittore inglese.

## Biografia
John Hervey era il primo figlio maschio nato dal secondo matrimonio tra John Hervey, I conte di Bristol e la seconda moglie Elizabeth. Hervey studiò alla Westminster School e poi al Clare College dell'Università di Cambridge, laureandosi nel 1715. L'anno successivo il padre lo mandò a Parigi e poi ad Hannover, per rendere i suoi omaggi alla corte di Giorgio I. Frequente visitatore dei principi di Galles nel loro palazzo di Richmond, nel 1720 sposò Mary Lepell, dama di compagnia della principessa. Nel 1723, con la morte del fratellastro Carr, divenne erede legittimo del titolo di conte di Bristol (detenuto dal padre) e poté fregiarsi del titolo di Lord Hevery; tuttavia John non divenne mai conte, dato che morì otto anni prima del padre e fu quindi il primogenito George ad ereditare direttamente il titolo. Nel 1725 fu eletto membro del parlamento per Bury St Edmunds.
Inizialmente grande amico (e forse amante) di Federico, principe del Galles, Hervey si allontanò dal principe ereditario dopo una lite nel 1732, probabilmente causa della rivalità tra i due per gli affetti di Anne Vane. Dal 1730 fu acceso sostenitore di Robert Walpole contro William Pulteney ed Hervey fu probabilmente l'autore di alcuni pamphlet politici che infiammarono la rivalità tra i due. La sua posizione a corte rimase solida fino ai primi anni 1740: fu viceciambellano e membro del consiglio privato, nel 1733 fu nominato Barone Hervey per writ of acceleration e nel 1940 divenne Lord custode del sigillo privato.
Dopo la caduta di Walpole anche l'attività di Hervey fu interrotta e nel luglio 1742 perse il ruolo di custode del sigillo privato. Gli ultimi anni furono segnati da gravi episodi di epilessia, che lo indebolirono e lo costrinsero a una dieta molto rigida, tutti elementi che i suoi rivali usavano per schernirlo.
Morì l'anno successivo all'età di 46 anni.

## Vita privata
Il 21 aprile 1720 Hervey sposò Mary Lepell, da cui ebbe otto figli:
- George William Hervey, II conte di Bristol (1721–1775), non sposato;
- Lepell Hervey (15 aprile 1723 – 11 maggio 1780), moglie di Constantine John Phipps, I barone Mulgrave dal 1743;
- Augustus John Hervey,III conte di Bristol (1724–1779), morto senza eredi;
- Mary Hervey (1725–1815), moglie di George FitzGerald dal 1746;
- Frederick Augustus Hervey, IV conte di Bristol (1730–1803), marito di Elizabeth Davers dal 1752;
- William Hervey (13 maggio 1732 – 1815), non sposato;
- Amelia Caroline Nassau Hervey (1734–1814), non sposata;
- Caroline Hervey (1736–1819), non sposata.

Hervey era bisessuale ed ebbe amanti di entrambi i generi. Ebbe una relazione con Anne Vane e, probabilmente, una con Mary Wortley Montagu e Carolina Elisabetta di Hannover. Successivamente ebbe uno strettissimo rapporto, forse romantico, con Stephen Fox-Strangways, I conte di Ilchester, con cui visse per lunghi periodi durante gli anni 1730. Scrisse appassionate lettere d'amore a Francesco Algarotti e diversi storici ipotizzano che sia stato amante anche di Federico, principe del Galles. La sua ambivalenza in materia sessuale fu spesso oggetto di commenti da parte dei suoi oppositori, tra cui William Pulteney e Alexander Pope.

## Attività letteraria
Il nome di Hervey è legato soprattutto al suo libro di memorie sul primo decennio del regno di Giorgio II. Il testo, pubblicato postumo con il titolo Memoirs of the Reign of George the Second, è un resoconto dettagliato e poco lusinghiero della vita e del rapporto tra Giorgio II e il principe di Galles, ritenuto da Augustus Hervey, III conte di Bristol, troppo scandaloso per essere pubblicato prima della morte di Giorgio III. L'opera fu pubblicata per la prima volta solo nel 1848 e per allora era già stata rimaneggiata in diversi punti; tuttavia, il libro di Hervey corrobora degli elementi delle memorie di Horace Walpole precedentemente ritenuti dubbi e che quindi sono stati accettati dagli storici come veritieri.

## Ascendenza
|                                 |                            |                                    | Genitori                               |  |  | Nonni |  |  | Bisnonni       |  |  | Trisnonni   |  |
|                                 |                            |                                    |                                        |  |  |       |  |  | William Hervey |  |  | John Hervey |  |
|                                 |                            |                                    |                                        |  |  |       |  |  | William Hervey |  |  | John Hervey |  |
|                                 |                            | Frances Bocking                    |                                        |  |  |       |  |  | William Hervey |  |  |             |  |
| Thomas Hervey                   |                            |                                    |                                        |  |  |       |  |  | William Hervey |  |  |             |  |
|                                 |                            | Susan Jermyn                       | Robert Jermyn                          |  |  |       |  |  |                |  |  |             |  |
|                                 |                            | Susan Jermyn                       | Robert Jermyn                          |  |  |       |  |  |                |  |  |             |  |
|                                 |                            | Susan Jermyn                       | Judith Blagge                          |  |  |       |  |  |                |  |  |             |  |
| John Hervey, I conte di Bristol |                            | Susan Jermyn                       |                                        |  |  |       |  |  |                |  |  |             |  |
|                                 |                            | Humphrey May                       | Richard May                            |  |  |       |  |  |                |  |  |             |  |
|                                 |                            | Humphrey May                       | Richard May                            |  |  |       |  |  |                |  |  |             |  |
|                                 |                            | Humphrey May                       | Mary Hillersdon                        |  |  |       |  |  |                |  |  |             |  |
| Isabella May                    |                            | Humphrey May                       |                                        |  |  |       |  |  |                |  |  |             |  |
|                                 |                            | Judith Poley                       | William Poley                          |  |  |       |  |  |                |  |  |             |  |
|                                 |                            | Judith Poley                       | William Poley                          |  |  |       |  |  |                |  |  |             |  |
|                                 |                            | Judith Poley                       | Anne Jermyn                            |  |  |       |  |  |                |  |  |             |  |
| John Hervey, II barone Hervey   |                            | Judith Poley                       |                                        |  |  |       |  |  |                |  |  |             |  |
|                                 | Henry Felton, II baronetto | Henry Felton, I baronetto          |                                        |  |  |       |  |  |                |  |  |             |  |
|                                 | Henry Felton, II baronetto | Henry Felton, I baronetto          |                                        |  |  |       |  |  |                |  |  |             |  |
|                                 | Henry Felton, II baronetto | Dorothy Bacon                      |                                        |  |  |       |  |  |                |  |  |             |  |
| Thomas Felton, IV baronetto     | Henry Felton, II baronetto |                                    |                                        |  |  |       |  |  |                |  |  |             |  |
|                                 |                            | Susanna Tollemache                 | Lionel Tollemache, II baronetto        |  |  |       |  |  |                |  |  |             |  |
|                                 |                            | Susanna Tollemache                 | Lionel Tollemache, II baronetto        |  |  |       |  |  |                |  |  |             |  |
|                                 |                            | Susanna Tollemache                 | Elizabeth Stanhope                     |  |  |       |  |  |                |  |  |             |  |
| Elizabeth Felton                |                            | Susanna Tollemache                 |                                        |  |  |       |  |  |                |  |  |             |  |
|                                 |                            | James Howard, III conte di Suffolk | Theophilus Howard, II conte di Suffolk |  |  |       |  |  |                |  |  |             |  |
|                                 |                            | James Howard, III conte di Suffolk | Theophilus Howard, II conte di Suffolk |  |  |       |  |  |                |  |  |             |  |
|                                 |                            | James Howard, III conte di Suffolk | Elizabeth Home                         |  |  |       |  |  |                |  |  |             |  |
| Elizabeth Howard                |                            | James Howard, III conte di Suffolk |                                        |  |  |       |  |  |                |  |  |             |  |
|                                 |                            | Barbara Villiers                   | Edward Villiers                        |  |  |       |  |  |                |  |  |             |  |
|                                 |                            | Barbara Villiers                   | Edward Villiers                        |  |  |       |  |  |                |  |  |             |  |
|                                 |                            | Barbara Villiers                   | Barbara St. John                       |  |  |       |  |  |                |  |  |             |  |
|                                 |                            | Barbara Villiers                   |                                        |  |  |       |  |  |                |  |  |             |  |